# Kaple Tří králů (Paříž)
Kaple Tří králů (fr. Chapelle de l'Épiphanie) je kaple v Paříži v 7. obvodu.

## Historie
Výstavba kaple pro Společenství zahraničních misií začala v roce 1683 pod vedením královského architekta Pierra Lamberta. Jako kaple nejprve sloužila přízemní místnost hlavní budovy vysvěcená 27. října 1663. Základní kámen samotné kaple byl položen 24. dubna 1683. Dne 7. srpna 1683 byla vysvěcena krypta jako provizorní kaple Tří králů. Definitivní vysvěcení proběhlo na Tři krále roku 1685 za účasti biskupa Françoise Fénelona. Celá stavba byla dokončena roku 1697.
Za Velké francouzské revoluce byla kaple stejně jako další stavby semináře znárodněny a sloužily jako kasárna národní gardy.
Kaple byla obnovena v roce 1802 jako filiální kostel sv. Františka Xaverského farnosti Kostel svatého Tomáše Akvinského. Dne 27. května 1806 se v kostele konal pohřeb Clauda Louise Petieta a poté byly jeho ostatky přeneseny do Pantheonu. Dne 8. července 1848 měl v kostele pohřeb François René de Chateaubriand.
V roce 1874 byl dokončen nový kostel svatého Františka Xaverského pro potřeby společenství a kaple se vrátila ke svému původnímu účelu i názvu.
V roce 2000 byla pro návštěvníky zpřístupněna krypta Salle des Martyrs s ostatky mučedníků.

## Architektura
Kaple má půdorys latinského kříže zakončeného polygonální apsidou. Průčelí je rozděleno do dvou pater s pilastry a zakončeno trojúhelníkovým frontonem. První úroveň tvoří vstup s jónskými pilastry a druhou úroveň okno s korintskými pilastry. Ke vstupu vede monumentální schodiště. Kaple má kazetový strop.
Oltářní obraz Klanění králů vytvořil Auguste Couder. Nahradil obraz Charlese Andrého van Loo, který byl odstraněn za Velké francouzské revoluce a nyní se nachází v kostele Kostel Nanebevzetí Panny Marie. Olejomalbu Odjezd misionářů vytvořil Charles-Louis de Frédy de Coubertin a poprvé ji vystavil na Světové výstavě v roce 1900. Na obraze zachycující odjezd misionářů do Asie 15. července 1864 je mj. jako dítě vyobrazen i malířův syn Pierre de Coubertin.